# Norvanol
Norvanol is een oplosmiddel dat bestaat uit een mengsel van minimaal 80% ethanol en maximaal 5% di-ethylether, en de rest water. De ether heeft voor een deel dezelfde functie als methanol in spiritus: denaturatie waardoor geen accijns verschuldigd is.
Norvanol wordt, in plaats van water, gebruikt als oplosmiddel bij de analyse van onder andere bruistabletten. Het kan ook gebruikt worden als eluens bij chromatografie.